# Дайат, Сердар
Сердар Дайат (тур. Serdar Dayat; род. 30 мая 1969, Стамбул) — турецкий футбольный тренер.

## Биография
В качестве футболиста Сердар Дайат никогда не выступал на профессиональном уровне. Свою тренерскую карьеру он начал в Германии. Вначале турецкий специалист работал там с юношескими коллективами, а затем он возглавлял взрослые любительские команды. В 2005 году Дайат вернулся на родину. В течение нескольких лет он входил в тренерские штабы ведущих клубов страны.
В 2012 году возглавил болгарский клуб группы «А» «Этыр». Однако по итогам сезона ему не удалось удержать его в элите, после чего Дайат покинул свой пост. Тем не менее он стал одним из немногих турецких тренеров, который на высоком уровне работал в зарубежном первенстве.
В 2013 году некоторое время работал с «Денизлиспором», после чего выбыл из профессии на пять лет. Только зимой 2018 года специалист стал главным тренером шведского «Кристианстада», играющего в третьем по силе дивизионе страны.